# Gustav Aschaffenburg
Gustav Aschaffenburg (Zweibrücken, 23 maggio 1866 – Baltimora, 2 settembre 1944) è stato uno psichiatra tedesco.

## Biografia
Nel 1890 ricevette il dottorato di medicina presso l'Università di Strasburgo con una tesi sul delirium tremens. In seguito lavorò come assistente di Emil Kraepelin presso la clinica universitaria psichiatrica di Heidelberg. In seguito, lavorò come psichiatra presso l'Università di Halle e presso l'Akademie für praktische Medizin in Colonia (dal 1919 chiamata Università di Colonia).
Negli anni '30 la carriera accademica di Aschaffenburg in Colonia fu terminata dall'editto nazista, Gesetz zur Wiederherstellung des Berufsbeamtentums e alla fine emigrò negli Stati Uniti, lavorò come professore presso l'Università Cattolica d'America di Washington e presso la Johns Hopkins University di Baltimora.
Aschaffenburg fu pioniere nei campi della criminologia e della psichiatria forense. Nel 1903 pubblicò un primo studio sistematico sulle cause del crimine intitolato "Das Verbrechen und seine Bekämpfung", in cui narra i fattori individuali-ereditari e socio-ambientali, e respinge anche l'idea di Cesare Lombroso sul concetto criminale per nascita, secondo cui l'origine del comportamento criminale era insita nelle caratteristiche anatomiche del criminale. 

Più tardi l'opera fu tradotta in inglese e pubblicata come Crime and Its Repression (1913).